# International Falls (Minnesota)
International Falls es una ciudad ubicada en el condado de Koochiching en el estado estadounidense de Minnesota. En el Censo de 2010 tenía una población de 6424 habitantes y una densidad poblacional de 380,13 personas por km².
Cerca de la ciudad, cruzando hacia la orilla canadiense del río Rainy, los franceses fundaron el fuerte Saint Pierre en 1731, como una avanzada de su colonia Nueva Francia y una vez abandonado hacia 1758, la Compañía del Noroeste británica fundó el fuerte del Lago La Pluie hacia 1783 y en 1821 al fusionarla con la Compañía de la Bahía de Hudson que administraba la Tierra de Rupert, lo renombró como Fuerte Francés en 1830.

## Geografía
International Falls se encuentra ubicada en las coordenadas 48°35′11″N 93°24′28″O / 48.58639, -93.40778. Según la Oficina del Censo de los Estados Unidos, International Falls tiene una superficie total de 16.9 km², de la cual 16.62 km² corresponden a tierra firme y (1.67%) 0.28 km² es agua.

### Clima
| Parámetros climáticos promedio de International Falls, Minnesota (Falls International Airport), normales 1991–2020, extremos 1897–presente | Parámetros climáticos promedio de International Falls, Minnesota (Falls International Airport), normales 1991–2020, extremos 1897–presente | Parámetros climáticos promedio de International Falls, Minnesota (Falls International Airport), normales 1991–2020, extremos 1897–presente | Parámetros climáticos promedio de International Falls, Minnesota (Falls International Airport), normales 1991–2020, extremos 1897–presente | Parámetros climáticos promedio de International Falls, Minnesota (Falls International Airport), normales 1991–2020, extremos 1897–presente | Parámetros climáticos promedio de International Falls, Minnesota (Falls International Airport), normales 1991–2020, extremos 1897–presente | Parámetros climáticos promedio de International Falls, Minnesota (Falls International Airport), normales 1991–2020, extremos 1897–presente | Parámetros climáticos promedio de International Falls, Minnesota (Falls International Airport), normales 1991–2020, extremos 1897–presente | Parámetros climáticos promedio de International Falls, Minnesota (Falls International Airport), normales 1991–2020, extremos 1897–presente | Parámetros climáticos promedio de International Falls, Minnesota (Falls International Airport), normales 1991–2020, extremos 1897–presente | Parámetros climáticos promedio de International Falls, Minnesota (Falls International Airport), normales 1991–2020, extremos 1897–presente | Parámetros climáticos promedio de International Falls, Minnesota (Falls International Airport), normales 1991–2020, extremos 1897–presente | Parámetros climáticos promedio de International Falls, Minnesota (Falls International Airport), normales 1991–2020, extremos 1897–presente | Parámetros climáticos promedio de International Falls, Minnesota (Falls International Airport), normales 1991–2020, extremos 1897–presente |
| Mes | Ene. | Feb. | Mar. | Abr. | May. | Jun. | Jul. | Ago. | Sep. | Oct. | Nov. | Dic. | Anual |
| --- | --- | --- | --- | --- | --- | --- | --- | --- | --- | --- | --- | --- | --- |
| Temp. máx. abs. (°C) | 9.4 | 14.4 | 26.1 | 33.9 | 35 | 38.3 | 39.4 | 35.6 | 35.6 | 31.1 | 23.3 | 13.3 | 39.4 |
| Temp. máx. media (°C) | -9.1 | -5.7 | 1.9 | 10.1 | 17.9 | 23.1 | 25.4 | 24.4 | 19.1 | 10.7 | 1.3 | -6.2 | 9.4 |
| Temp. media (°C) | -15 | -12.5 | -4.7 | 3.4 | 10.6 | 16 | 18.3 | 17.1 | 12.3 | 5.1 | -3.2 | -11.2 | 3 |
| Temp. mín. media (°C) | -21 | -19.2 | -11.2 | -3.3 | 3.4 | 9 | 11.1 | 9.8 | 5.6 | -0.5 | -7.7 | -16.3 | -3.3 |
| Temp. mín. abs. (°C) | -48.3 | -44.4 | -38.9 | -25.6 | -13.3 | -5 | 0 | -2.8 | -7.2 | -16.7 | -35.6 | -40.6 | -48.3 |
| Precipitación total (mm) | 20.1 | 17.5 | 25.9 | 41.7 | 77.7 | 96 | 100.8 | 71.6 | 76.2 | 56.4 | 35.3 | 25.1 | 644.4 |
| Nevadas (cm) | 39.9 | 32 | 20.1 | 17.8 | 0.5 | 0 | 0 | 0 | 0.3 | 4.1 | 30.7 | 40.1 | 185.4 |
| Días de precipitaciones (≥ 0.2 mm) | 10.1 | 9.0 | 8.3 | 9.4 | 12.7 | 13.8 | 12.5 | 11.0 | 12.2 | 12.6 | 10.2 | 11.1 | 132.9 |
| Días de nevadas (≥ 0.2 cm) | 13.6 | 11.4 | 6.9 | 4.0 | 0.4 | 0.0 | 0.0 | 0.0 | 0.1 | 2.5 | 10.0 | 12.5 | 61.4 |
| Humedad relativa (%) | 70.8 | 67.4 | 65.7 | 61.1 | 61.3 | 68.6 | 71.2 | 74.8 | 77.1 | 74.2 | 78.8 | 77.1 | 70.7 |
| Fuente: NOAA (humedad 1961–1990) | | | | | | | | | | | | | |

## Demografía
Según el censo de 2010, había 6424 personas residiendo en International Falls. La densidad de población era de 380,13 hab./km². De los 6424 habitantes, International Falls estaba compuesto por el 93.34% blancos, el 1.01% eran afroamericanos, el 2.49% eran amerindios, el 0.25% eran asiáticos, el 0% eran isleños del Pacífico, el 0.14% eran de otras razas y el 2.77% pertenecían a dos o más razas. Del total de la población el 1.12% eran hispanos o latinos de cualquier raza.